# Мост Рудольфа

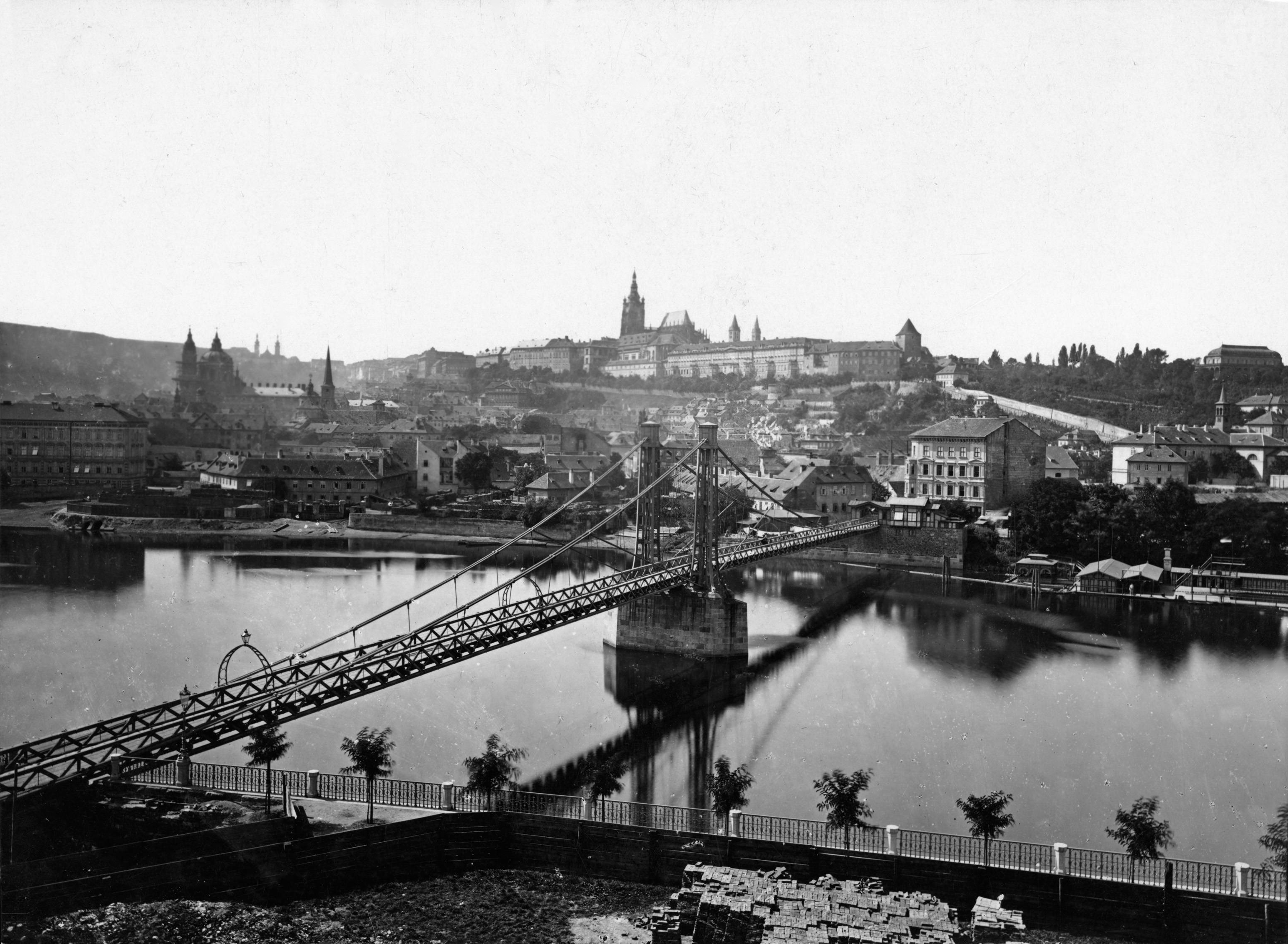
Рудольфова лавка в 1881 году

Рудольфова лавка (чеш. Rudolfova lávka) — несохранившийся пешеходный висячий мост через Влатаву в Праге. Построен в 1868—1869 годах, шёл из Кларова на противоположный берег. Позже, как и Рудольфинум, получил своё название в честь кронпринца Рудольфа, до этого назывался Железна лавка (чеш. Železná lávka — Железный мост) или Ржетезова лавка (чеш. řetězová lávka — цепной мост).
Мост состоял из двух пролетов длиной 96,01 м. На средней опоре стояла металлическая башня высотой 17,5 м. Ширина мостового полотна составляла 3,35 м. Металл для конструкции поставлялся из Шеффилда,Англия.
В 1912—1914 годах вместо пешеходного моста был построен новый проезжий мост, названный в честь эрцгерцога Франца Фердинанда. После образования самостоятельного чешского государства в 1920 году мост переименовали в честь известного чешского художника Йозефа Манеса.
От моста Рудольфа сохранилось небольшое здание для сбора платы на левом берегу. В настоящее время его занимает общественная организация Gemini, там проходит работа с детьми и молодежью. Также о существовании моста напоминает название улицы «У железне лавки» тоже на левом берегу.